# Entita
Entita (Poecile palustris) är en fågel i familjen mesar som förekommer dels i Europa, dels i östra Asien.
Entitan är en liten mes, cirka 12 cm lång och med en vikt på 12 gram, med svart hjässa och haklapp, ljus kind, brun ovansida och gråbrun vingovansida och stjärt. Den delas in i upp till elva underarter som i sin tur delas in i tre huvudgrupper. Entitan är till utseendet mycket lik närbesläktade talltitan och kan vara svår att särskilja. Historiskt har de ibland behandlats som samma art.
Den förekommer trots sitt namn i många olika typer av habitat, även i torr skogsmark. Den är allätare när det gäller föda, och lever bland annat av larver, spindlar och frön. Den häckar i trädhålor, gärna redan existerande hål som den förstorar, och lägger i snitt sju till tio ägg. Globalt är inte entitan hotad utan kategoriseras av IUCN som livskraftig.

## Utseende och läte
| Entitan och talltitan är mycket lika till utseendet. Till vänster en entita och till höger en talltita. Detaljer som skiljer är exempelvis den lilla ljusa prick som ses på entitans näbb och talltitans tjurnacke tillsammans med dess ljusa parti på den sammanslagna vingen. |  | Entitan och talltitan är mycket lika till utseendet. Till vänster en entita och till höger en talltita. Detaljer som skiljer är exempelvis den lilla ljusa prick som ses på entitans näbb och talltitans tjurnacke tillsammans med dess ljusa parti på den sammanslagna vingen. |
| Entitan och talltitan är mycket lika till utseendet. Till vänster en entita och till höger en talltita. Detaljer som skiljer är exempelvis den lilla ljusa prick som ses på entitans näbb och talltitans tjurnacke tillsammans med dess ljusa parti på den sammanslagna vingen. |  | |

Entitan är en liten kompakt fågel, med ett proportionellt stort huvud och fyllig nacke. Den har en längd på 11,5–13 centimeter, ett vingspann på 18–20 centimeter och en vikt på cirka 11 gram. Den har en svart hätta på huvudet som sträcker sig ned till ögat. Kinden är vit och den har en ofta liten svart haklapp under den grå korta näbben. Ovansidan är brungrå och undersidan ljusare gråbeige till vit. Den har en kort konisk och kullrig näbb. Yttre tån ungefär lika lång som innertån. Klorna är krökta, hoptryckta och spetsiga. Könen är lika.
Entitan är mycket lik talltitan och bestäms i fält bäst på lätet, ett kort, explosivt dubbelslag "pitjä" eller "pitchii" med betoning på andra stavelsen/tonen. Talltitan har istället ett nasalt "zizi tää tää tää" med betoning på de tre sista stavelserna.
Övriga subtila morfologika skillnader är att entitans hätta är glansigt svart och talltitans matt men detta kan vara svårt att avgöra i fält. Entitan saknar också de ljusa partier på armpennorna som bildar ett ljust stråk på vingen när fågeln sitter. Statistiskt har talltitan en större svart haklapp under näbben än entitan, men vissa individer av entita kan ha en större haklapp. Entitan saknar vidare talltitans kraftiga nacke och stora huvud, och den vita kinden är jämnsmal medan talltitans blir bredare bakåt.

## Utbredning och systematik
Entitan är revirtrogen och oftast stannfågel. Österut har dock för mindre grupper höst- och vårrörelser observerats, men aldrig några massflyttningar.[källa behövs] Den förekommer över stora delar av Europa, så långt norr ut som södra Skandinavien och österut till Turkiet, Georgien och i Ryssland till området väster om Ural. Vidare från Altaj österut genom norra Mongoliet, Tibet och nordöstra Kina till Sachalin och Japan, och slutligen söderut från nordöstra Kina till Nord- och Sydkorea. Entitans utbredningsområde är tudelat med en geografisk lucka som sträcker sig från Uralbergen till Altaj i södra Sibirien, vilket separerar de västliga och östliga häckningspopulationerna. 
Entitan är en extrem stannfågel som även under kalla vintrar stannar kvar i sitt revir. Olikt andra mesar deltar den inte heller i flyttnings- eller invasionsrörelser. Mycket få observationer görs utanför häckningsområdet, exempelvis endast 13 fynd i Finland och ett enda i Irland fram till 2001.

### Förekomst i Sverige
Entitan har begränsad utbredning i Sverige och saknas i stort sett norr om Dalälven och saknas också på Gotland.

### Underarter
På grund av att genflödet mellan vissa häckningspopulationer är litet, bland annat på grund av den geografiska luckan i södra Sibirien mellan den västliga populationen och den östliga, och att arten är mycket stationär, så har entitans underarter ibland delats in i tre grupper: palustris som är den västliga gruppen, brevirostris som är den östasiatiska gruppen, och hellmayri som är den grupp som i Asien förekommer längst söderut. Entitan delas idag vanligtvis upp i tio underarter med följande utbredning:
- Poecile palustris dresseri (Stejneger, 1886) – Wales, centrala och södra England samt västra Frankrike
- vanlig entita[11] Poecile palustris palustris (Stejneger, 1886) – Skandinavien till norra Iberiska halvön, österut till Polen, Balkanhalvön och Grekland
- Poecile palustris italicus (Tschusi & Hellmayr, 1900) – Franska Alperna, Italien och Sicilien
- Poecile palustris stagnatilis (Brehm, CL, 1855) – östra Europa till södra Uralbergen och nordvästra Turkiet
- Poecile palustris kabardensis (Buturlin, 1929) inklusive brandtii (Bogdanov, 1879) – Kaukasus och nordöstra Turkiet
- Poecile palustris brevirostris (Taczanowski, 1872) – sydcentrala och sydöstra Sibirien, norra Mongoliet, Manchuriet och Liaoning i nordöstra Kina samt allra nordligaste Koreahalvön
- Poecile palustris ernsti (Yamashina, 1927) – Sachalin
- Poecile palustris hensoni (Stejneger, 1892) – södra Kurilerna och norra Japan
- Poecile palustris jeholicus (Kleinschmidt, O & Weigold, 1922) – norra Hebei i nordöstra Kina samt norra Koreahalvön
- Poecile palustris hellmayri (Bianchi, 1902) – östra Kina och södra Koreahalvön

Taxonet dresseri inkluderas ofta i nominatformen. I verket Handbook of Western Palearctic Birds (Shirihai & Svensson 2018) föreslås en annorlunda underartsindelning, där italicus, stagnatilis och kabardensis inkluderas i nominatformen. Sedan 2022 följer svenska BirdLife Sverige dessa rekommendationer.
Tidigare har sikangtita (Poecile hypermelaenus), som förekommer i centrala och östra Kina, behandlats som en underart till entita.

### Släktestillhörighet
Entitan placerade tidigare i det stora messläktet Parus. Data från jämförande studier av DNA och morfologi visade att en uppdelning av släktet bättre beskriver mesfåglarnas släktskap varför de flesta auktoriteter idag behandlar Poecile som ett distinkt släkte.

## Ekologi

### Biotop
Entitan föredrar lövskog som är ogallrad och fuktig och uppträder ofta vid kärr, strandskogar och i större trädgårdar med undervegetation.

### Häckning

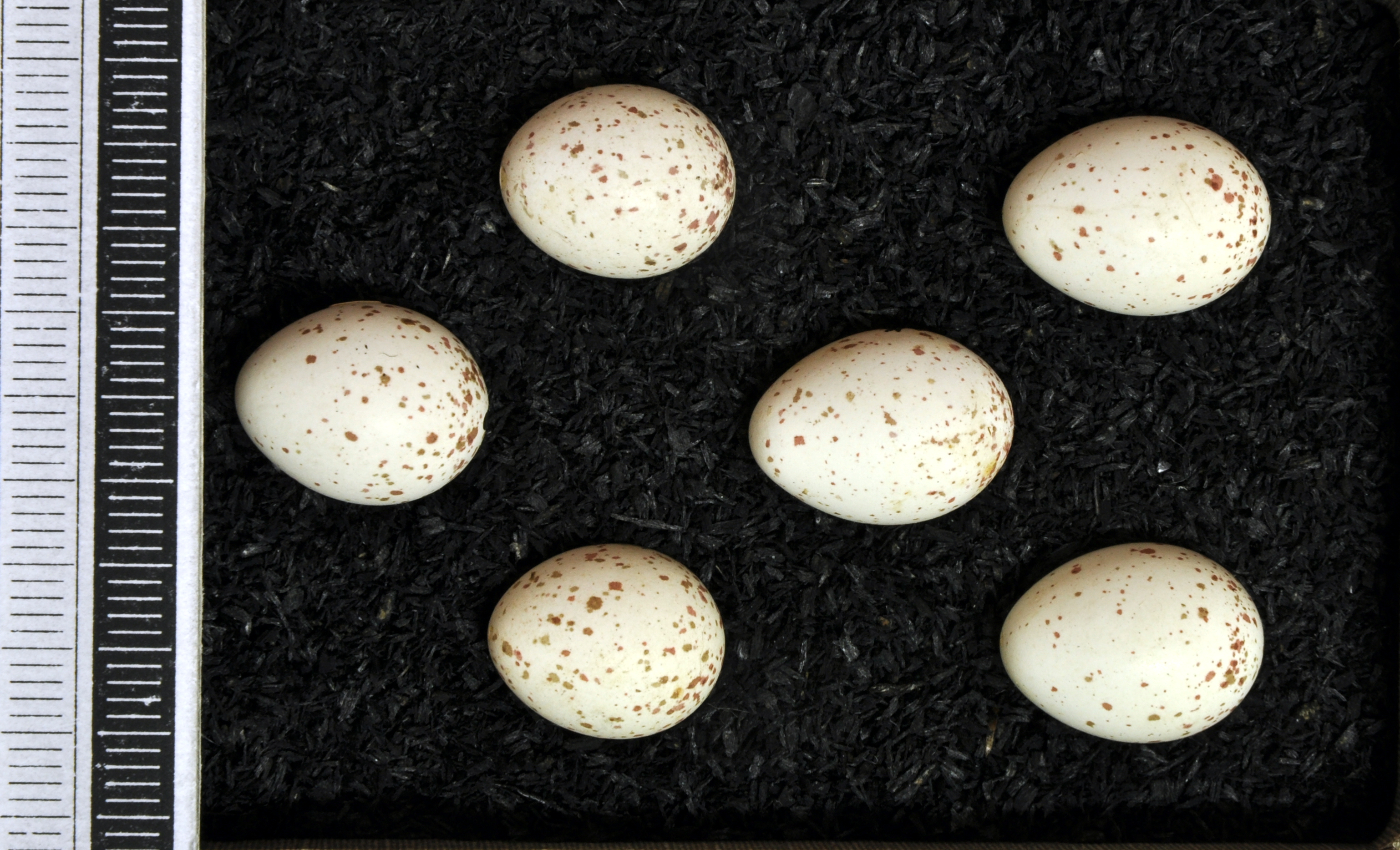
Ägg av entita.

Den placerar sitt bo i hål som den finner i träd och gärna i holkar. Den föredrar ett trångt ingångshål. Undantagsvis hackar den själv ut ett hål i ett murket träd. Boet byggs av båda könen och består av hår och ull som läggs på en bädd av mossa. Uppgifter om den genomsnittliga kullstorleken varierar i litteraturen men ett snitt verkar hamna på ungefär sju till tio ägg men kullar med tolv ägg har observerats. Honan ruvar äggen i snitt 13–15 dygn och matas då av hanen. När äggen kläcks tas ungarna om hand av båda föräldrarna. Efter 16–21 dagar är de flygga och lämnar boet, men föräldrarna fortsätter att ta hand om ungarna under ett par veckor.

### Föda
Entitans föda består sommartid mest av insekter, men den äter gärna frön under hösten och vintern. Sommartid förekommer det att entitan hamstrar frön som den gömmer i barksprickor och dylikt. Många källor anger att en skillnad mellan entita och talltita är att den senare under vintertid inte besöker fågelbord. Denna information är felaktig då även talltitor besöker fågelbord.

## Entita och människan

### Hot och status
Arten har ett stort utbredningsområde och en stor population, men tros minska i antal, dock inte tillräckligt kraftigt för att den ska betraktas som hotad. Internationella naturvårdsunionen IUCN kategoriserar därför arten som livskraftig (LC). Världspopulationen uppskattas till mellan tio och 21 miljoner vuxna individer, varav i Europa mellan knappt sex miljoner och 11,5 miljoner.
I Sverige har entitan minskat i antal sedan 1975. 2005 togs den upp på Artdatabankens rödlista som nära hotad, men avfördes från listan 2010. Sedan 2020 listas den återigen som nära hotad efter data som visar att den minskat med 10–30% de senaste tio åren. 2018 uppskattades det svenska beståndet till 90 000 par.
Artens tillbakagång har förklarats med förändringar i dess levnadsmiljö. Entitan har också förhållandevis stora revir, vilket gör den sårbar i takt med att landskapet blivit fragmentiserat. Eftersom arten är så stationär späds inte heller stagnerade populationer på från andra områden.

### Namn
Entitan och talltitan har många gånger burit samma dialektala namn eftersom arterna är svåra att skilja åt. Exempelvis kallades båda arter i norra Bohuslän för mesitta och talghacka. Entitan har även på många håll kallats för kärrmes och meshätta. I Västerbotten har den dialektalt kallats get-typp., i Svenska Österbotten, Finland för hamptjekar och i Blekinge för pytt.
| Namn       | Trakt                    | Kommentar      | Referens |
| ---------- | ------------------------ | -------------- | -------- |
| Gettypp    | Nordmaling, Västerbotten |                | [ 22 ]   |
| Hamptjekar | Svenska Österbotten      |                | [ 23 ]   |
| Kärrmes    | Finland                  |                |          |
| Meshätta   |                          | Föråldrat namn |          |
| Pytt       | Blekinge                 |                | [ 24 ]   |